# 閃獸目
閃獸目（学名：Astrapotheria）是南美洲已滅絕的有蹄動物。牠們連同南方有蹄目、滑距骨目及焦獸目同屬南蹄目，而南蹄目則屬於勞亞獸總目。
閃獸目其下有閃獸屬，其外觀像乳齒象，但只有約3米長。